# Donald Groves
Donald Groves es un personaje de ficción de la serie de televisión Oz, interpretado por Sean Whitesell.

## Historia enOz
Donald Groves es el preso número 97G414, encarcelado el 3 de julio de 1997, por dos asesinatos en primer grado, y condenado a cadena perpetua.

### Primera temporada
Groves llega a la prisión, tras haber matado a sus padres y haberse comido a su madre, mientras que a su padre "lo reservaba para el día de Acción de Gracias". Nada más llegar, Tim McManus le dice al alcaide Leo Glynn que quiere a Groves en Em City, aunque Glynn le advierte que Groves está loco. Glynn acepta, con la condición de que también coja a Paul Markstrom, pues según cuenta Glynn, es su sobrino.
A su llegada a Em City, su padrino es Robert Rebadow, y en vez de darle la mano, Groves se la lame; sus apariciones posteriores son pequeños atisbos de locura e intento de comprensión por parte de los demás del mundo en el que vive Groves. Groves consume LSD, lo que le vuelve paranoico.
En el episodio 7, mientras Groves comparte celda con Miguel Álvarez, le dice a éste que lo que "hay que hacer" es matar al alcaide Glynn. Dicho y hecho, en la primera oportunidad que tiene en el hospital, Groves ataca a Glynn, pero el oficial Smith se interpone y acaba muerto.
Condenan entonces de nuevo a Groves, esta vez a muerte, por el asesinato del guardia. Es llevado al corredor de la muerte. Allí se queja a Glynn de que los guardias le han pegado, y elige ser ejecutado por fusilamiento. 
La madre del oficial Smith va a ver a Groves al corredor de la muerte, momento en el cual se da cuenta de que aunque éste haya matado a su hijo, sólo siente pena y le perdona. Mientras los guardias se entrenan para el fusilamiento, Groves sufre una sobredosis y está a punto de morir, pero es salvado en el último momento.
Groves desea que, antes de ser ejecutado, se escriban sus últimas palabras para luego dárselas a la madre de Smith. Le pide el favor al padre Ray Mukada, quien acepta. Por desgracia, el altavoz falla, las palabras de Groves no son entendidas y es ejecutado sin que el sacerdote pueda escribirlas.

## Trivia
- Sean Whitesell, el actor que encarna a Donald Groves, es también guionista y productor de la serie.[1]